# Itamari
Itamari är en kommun i Brasilien.   Den ligger i delstaten Bahia, i den östra delen av landet, 900 km öster om huvudstaden Brasília. Antalet invånare är 7 904.
I omgivningarna runt Itamari växer i huvudsak städsegrön lövskog. Runt Itamari är det ganska glesbefolkat, med 32 invånare per kvadratkilometer.